# Фонтана (Терни)
Фонтана (итал. Fontana) је насеље у Италији у округу Терни, региону Умбрија.
Према процени из 2011. у насељу је живело 23 становника. Насеље се налази на надморској висини од 326 м.